# アナスタシア・グルシュコフ
アナスタシア・グルシュコフ（Anastasia Gloushkov、1985年3月24日-）は、イスラエルの女子アーティスティックスイミング選手。ロシアモスクワ出身。
2004年アテネオリンピックと2008年北京オリンピックでイナ・ヨッフェとのデュエットで出場している。2010年のヨーロッパ選手権ではソロで4位となり、メダルをあと一歩のところで逃した。